# Ульга (Саркандський район)
Ульга́ (каз. Үлгі) — село у складі Саркандського району Жетисуської області Казахстану. Входить до складу Карашиганського сільського округу.
У радянські часи село називалось Ульгі.
Населення — 176 осіб (2021; 270 у 2009, 285 у 1999, 489 у 1989).